# Liste von Eulenmuseen
Die Liste von Eulenmuseen gibt einen Überblick zu Eulenmuseen in aller Welt. Die Liste erhebt keinen Anspruch auf Vollständigkeit. Die Liste ist nach Ländern geordnet, die Sortierung erfolgt innerhalb der einzelnen Länder alphabetisch nach den Ortsnamen.
Darüber hinaus gibt es zahlreiche Eulen-Darstellungen in Museen.

## Liste von Eulenmuseen

### Deutschland
- Eulenmuseum in Colbitz[2]
- Eulenmuseum in Eilenstedt (Ortsteil der Einheitsgemeinde Huy)[3]
- Eulenmuseum in Nüdlingen[4]
- Eulenmuseum in Waldrach[5]

### Korea
- Eulen-Museum in Seoul[6]

### Malaysia
- Owl Museum, Penang Hill New Visitor Centre, Georgetown, Penang Island[7]

### Österreich
- Eulen-Museum in Allentsteig in Niederösterreich[8][9]

### Schweiz
- Barbara’s Eulenmuseum[10]